# Костырёвское сельское поселение
Костырёвское се́льское поселе́ние — упразднённое муниципальное образование в составе Рославльского района Смоленской области России.
Административный центр — деревня Костыри.
Образовано Законом Смоленской области от 28 декабря 2004 года. Упразднено Законом Смоленской области от 20 декабря 2018 года с включением к 1 января 2019 года всех входивших в его состав населённых пунктов в Любовское сельское поселение.
В прошлом почти вся территория поселения принадлежала дворянам Салтыковым

## Географические данные
- Общая площадь: 234 км²
- Расположение: северная часть Рославльского района
- Граничит:
  - на севере — с Богдановским сельским поселением
  - на востоке— с Екимовичским сельским поселением
  - на юге— с  Любовским сельским поселением
  - на юго-западе — с Кирилловским сельским поселением
  - на западе — с Рославльским сельским поселением
  - на северо-западе — с Починковским районом
- По территории поселения проходит автомобильная дорога  Р137 Сафоново — Рославль.
- Крупные реки: Остёр.

## Население
| 2011 | 2012 | 2013 | 2014 | 2015 | 2016 | 2017 |
| ---- | ---- | ---- | ---- | ---- | ---- | ---- |
| 448  | ↘435 | ↘423 | ↘401 | ↘400 | ↗403 | ↘384 |
| 2018 | 2019 |      |      |      |      |      |
| ↘362 | ↘340 |      |      |      |      |      |

## Населённые пункты
В состав поселения входят следующие населённые пункты:
- Костыри, деревня
- Барсуки, деревня
- Будка, деревня
- Васильевка, деревня
- Григорьевка, деревня
- Каменка, деревня
- Корнеевка, деревня
- Красники, деревня
- Липовка, деревня
- Михайловка, деревня
- Новая Буда, деревня
- Ново-Петрово, деревня
- Подопхаи, деревня
- Староселье, деревня
- Суборовка, деревня
- Утехово-1, деревня
- Утехово-2, деревня
- Черныши, деревня

### Упразднённые населённые пункты
- деревни: Даниловка, Крутцовка, Ново-Крутилово, Покрово-Даниловка (2009 год)[12].

## Экономика
СПК «Костырёвский», Колпинское лесничество.